# JADES-GS-z13-0

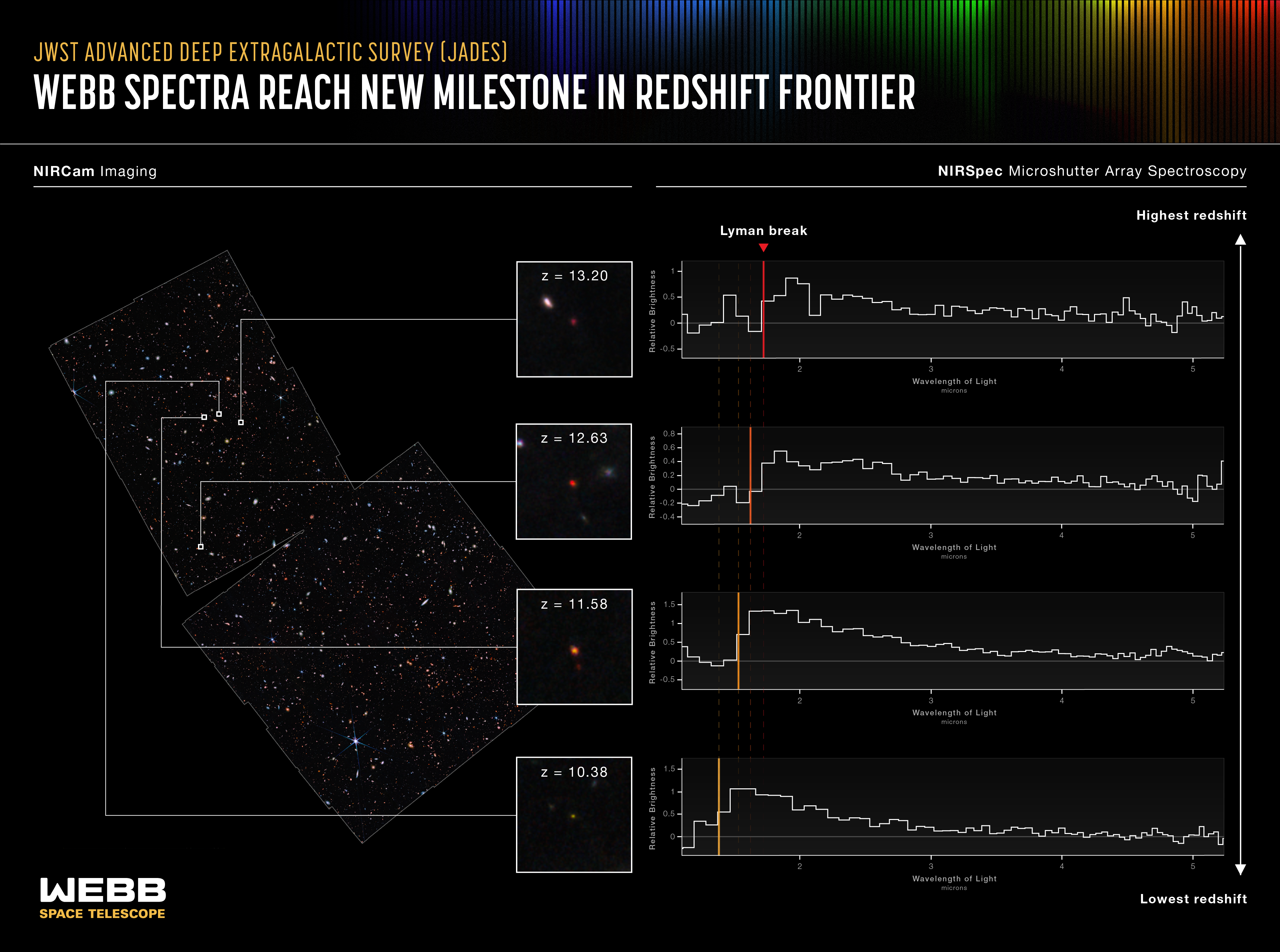
I redshift degli spettri di quattro galassie, tra cui quello di JADES-GS-z13-0, ottenuti dal NIRSpec.

JADES-GS-z13-0 è una galassia Lyman-break situata nella costellazione della Fornace scoperta il 29 settembre 2022 durante il programma JWST Advanced Deep Extragalactic Survey (JADES), ossia un programma di 800 ore di osservazione portato avanti congiuntamente dai team che gestiscono NIRCam, MIRI e NIRSpec, tre dei quattro strumenti scientifici situati a bordo del telescopio spaziale James Webb.

## Caratteristiche
L'osservazione condotta con lo spettroscopio NIRSpec ha permesso di confermare con elevata accuratezza un valore di redshift per la JADES-GS-z13-0 pari a 13,2, il che l'ha resa la più vecchia e distante galassia con caratteristiche spettroscopicamente confermate conosciuta al tempo della sua scoperta, con una distanza dal nostro Sistema Solare valutata in 13,4 miliardi di anni luce. Data l'espansione dell'Universo, la sua attuale distanza comovente è stata calcolata in 33,6 miliardi di anni luce, mentre la luce da noi osservata dovrebbe essere partita dalla galassia circa 350 milioni di anni dopo il Big Bang, ovvero al tempo in cui l'età dell'universo era appena il 2% di quella attuale, ed essere stata emessa da stelle giovani, in particolare con un'età compresa tra i 10 e i 30 milioni di anni, indicatore del fatto che quelle osservate siano le fasi evolutive iniziali di JADES-GS-z13-0. Nonostante un tasso di formazione stellare annuo simile a quello della Via Lattea, inoltre, la massa stimata di JADES-GS-z13-0 è migliaia di volte inferiore a quella della nostra galassia, il che indica come le prime galassie che contribuirono alla reionizzazione cosmica crebbero rapidamente irradiando energia molto intensamente.
JADES-GS-z13-0 è presente anche nella parte meridionale dell'immagine ottenuta dal sondaggio astronomico Great Observatories Origins Deep Survey che comprende anche l'immagine del Campo ultra profondo di Hubble.
Alla fine di maggio 2024, è stata annunciata la conferma spettroscopica delle misure di redshift effettuate per altre due galassie scoperte sempre dal James Webb alla fine del 2022 e che risulterebbero essere ancora più vecchie e distanti da noi di JADES-GS-z13-0. Le due galassie, denominate JADES-GS-z14-0 e JADES-GS-z14-1, hanno infatti redshift pari a 14,32+0,08
−0,20 e 13,90+0,17
−0,17 rispettivamente, e la prima delle due, in particolare, si ritiene che abbia emesso la luce ricevuta dagli strumenti del Webb solamente 290 milioni di anni dopo il Big Bang.